# Novocherkassk
Novocherkassk (tiếng Nga: Новочеркасск) là một thành phố Nga. Thành phố này thuộc chủ thể Rostov Oblast. Thành phố có dân số 170.822 người (theo điều tra dân số năm 2002. Đây là thành phố lớn thứ 102 của Nga theo dân số năm 2002.

## Thành phố kết nghĩa
Thành phố kết nghĩa với:
- Iserlohn, Đức
- Levski, Bulgaria
- Novi Bečej, Serbia
- La Valette-du-Var, Pháp